# Provinz Tsukushi
Tsukushi (jap. 筑紫国, Tsukushi no kuni) war eine der historischen Provinzen Japans im Altertum. Sie befand sich auf der Insel Kyūshū, die damals ebenfalls Tsukushi genannt wurde, und erstreckte sich über die heutige Präfektur Fukuoka, mit Ausnahme großer Teile des Ostens, die zur Provinz Toyo gehörten.

## Geschichte
Die erste Erwähnung findet sich im Kojiki aus dem Jahre 712 im Abschnitt über die mythologische Geburt der japanischen Inseln (国産み, Kuniumi):

「次生、筑紫島。此島亦、身一而、有面四。面毎有名。故、筑紫国謂、白日別。豊国、言、豊日別。肥国、言、建日向日豊久士比泥別。熊曾国、言、建日別。」

„Als Nächstes wurde die Insel Tsukushi [= Kyūshū] geboren. Auch [vgl. Shikoku] diese Insel hat einen Körper und vier Gesichter, von denen jedes Gesicht einen Namen hat. So wird das Land Tsukushi Shira-bi-wake genannt, das Land Toyo wird Toyo-bi-wake genannt, das Land Hi wird Take-hi-mukahi-toyo-kuji-hine-wake genannt, das Land Kumaso wird Take-bi-wake genannt.“

527–528 fand in Tsukushi der Iwai-Aufstand statt, bei dem sich der Regionalfürst Iwai gegen das Yamato-Reich (Japan) erhob. Infolgedessen wurde das Yamato-Reich darin behindert weitere Truppen zu ihrer Kolonie Mimana auf der Koreanischen Halbinsel zu schicken und war mit der Niederschlagung des Aufstandes gebunden, woraufhin schließlich große Teile der Kolonie verloren gingen.
Am Ende des 7. Jahrhunderts wurde sie aufgespalten in die Provinzen Chikuzen (dt. „Vorder-Tsukushi“) und Chikugo (dt. „Hinter-Tsukushi“), wobei chiku die On-Lesung des ersten Schriftzeichens von Tsukushi ist. Beide Länder zusammen wurden später auch als Chikushū (筑州, „Tsukushi-Provinzen“), Nichiku (二筑, dt. „die zwei Tsukushi“) und Ryōchiku (両筑, dt. „die beiden Tsukushi“) bezeichnet.